# Melaleuca vinnula
Melaleuca vinnula är en myrtenväxtart som beskrevs av Lyndley Alan Craven och Lepschi. Melaleuca vinnula ingår i släktet Melaleuca och familjen myrtenväxter. Inga underarter finns listade i Catalogue of Life.